# Jan Koller
Jan Koller (Praga, 30 marzo 1973) è un ex calciatore ceco, di ruolo attaccante.
Considerato uno dei migliori calciatori cechi di sempre, inizia la carriera tra le file dello Sparta Praga, dove conquista il titolo nazionale; si sposta poi in Belgio, dove tra Lokeren e Anderlecht conquista sia il campionato che il titolo di capocannoniere del torneo. Viene successivamente acquistato dai tedeschi del Borussia Dortmund, club dove trascorre la parte più significativa della carriera; con i gialloneri si laurea campione di Germania e raggiunge la finale di Coppa Uefa 2001/2002. Chiude la carriera tra Russia e Francia, giocando per Monaco, Samara e Cannes.
Con 55 goal in 91 partite ufficiali, è il miglior marcatore della storia della nazionale ceca, con cui ha partecipato a tre Campionati Europei e alla Coppa del Mondo 2006.

## Biografia
Fino ai 20 anni era un giocatore di hockey su ghiaccio; dopo aver trascorso stagioni mediocri praticando hockey su ghiaccio, in cui giocava da portiere, decide di cambiare sport e di giocare a calcio.

## Caratteristiche
Calciatore molto dotato tecnicamente, con una buona visione di gioco. Nonostante l'imponenza fisica (è alto 202 cm e pesa 108 kg) era agile, dinamico e anche relativamente veloce, impressionando sia per la potenza fisica che per le qualità tecniche ed atletiche. Era molto abile nel gioco aereo e in acrobazia e inoltre generoso e mobile sia nei contropiede che nell'area di rigore.
Il fisico possente gli permetteva di proteggere efficacemente il possesso della palla dai tentativi di tackle degli avversari, mettendolo in condizione di agire da "boa" al centro dell'area e di effettuare sponde in favore dei compagni. Tali qualità facevano di lui un calciatore completo.

## Carriera

### Club
Inizia a giocare a calcio da piccolo, insieme al fratello, in una formazione dilettantistica locale, lo Smetanova Lhota, sotto la guida tecnica del padre, per poi passare nel 1989 allo ZVZ Milevsko. Per lungo tempo Jan ricopre il ruolo di portiere, adatto alla sua costituzione fisica, ma all'età di diciotto anni comincia a giocare di punta, posizione nella quale dimostra di possedere dinamicità e buone doti tecnico-coordinative a dispetto del fisico gigantesco.
All'età di 21 anni, nel 1994, viene ingaggiato dal celebre Sparta Praga, squadra di testa del campionato ceco. Durante la sua prima stagione da professionista siede prevalentemente in panchina, collezionando solo 6 presenze e 1 gol.
L'anno successivo, giocando sempre nel club della capitale boema, disputa invece 23 partite mettendo a segno 4 reti.
Nel 1996 passa al Lokeren, formazione della massima serie del campionato belga di calcio, dove rimane fino al 1999, giocando sempre da titolare. Nella prima stagione segna solamente 8 gol, l'anno successivo 11, il terzo anno ben 24.
Dal 1999 al 2001 indossa la maglia del più famoso Anderlecht, continuando a segnare: nel primo anno i gol sono 20, quello successivo 22. Nella prima stagione partecipa alla Coppa UEFA, venendo eliminato al secondo turno dal Bologna (nella partita d'andata contro gli italiani l'Anderlecht vince 2 a 1 grazie ad una doppietta di Jan Koller, verrà eliminato a causa della sconfitta 3 a 0 al ritorno), dopo aver eliminato al primo l'Olimpia Lubiana, nella partita di ritorno contro gli sloveni Jan Koller sigla il primo gol della gara che si concluderà 3 a 0 per la squadra belga.
Nella seconda stagione all'Anderlecht segna anche tre gol in Champions League, contro il Manchester United nella partita persa 5 a 1 all'Old Trafford, contro il PSV e contro il Leeds.
Risale al 2001 il trasferimento al Borussia Dortmund, nella Bundesliga. Koller gioca in maglia giallonera per ben 5 stagioni, segnando sempre un discreto numero di gol.
Nella prima stagione il Borussia Dortmund vince il Campionato grazie ai suoi gol, a quelli di Márcio Amoroso e alle giocate di Tomáš Rosický, partecipa alla Champions League eliminando lo Šachtar nel terzo turno preliminare anche grazie ad una sua doppietta nella partita di ritorno vinta 3 a 0. Nel girone sigla due gol, rispettivamente contro la Dinamo Kiev e contro il Boavista, il Borussia arriva terzo nel girone e questo gli permette di giocare in Coppa UEFA. In Coppa UEFA il Borussia elimina il Copenaghen, il Lille, lo Slovan Liberec e il Milan. In finale contro il Feyenord i tedeschi perderanno 3 a 2. Koller segna solo due gol, contro lo Slovan Liberec e in finale contro il Feyenord.
Nella seconda stagione Koller segna 7 gol in Champions League e la sua squadra verrà eliminata al secondo girone. Nella terza stagione la sua squadra viene eliminata al secondo turno di Coppa UEFA dal Sochaux. Nelle ultime stagioni la sua squadra non riesce più a qualificarsi per le Coppe Europee. L'ultima stagione (2005-2006) è però poco fruttuosa, anche a causa di un infortunio grave che non gli consente di giocare più di nove partite all'inizio del campionato.
Durante il calciomercato passa a parametro zero al Monaco. Con la squadra francese non raggiunge grandi risultati, collezionando un nono e un dodicesimo posto in Ligue 1.
A gennaio 2008 passa per un milione di euro al Norimberga. Nell'estate dello stesso anno firma per la squadra russa del Kryl'ja Sovetov Samara per 1.20 milioni di euro.
Il 4 gennaio 2010 passa ai francesi del Cannes, firmando un contratto fino a giugno 2011, e alla scadenza contrattuale, dopo qualche mese di riflessione, il 17 agosto 2011 annuncia la sua volontà di ritirarsi, a 38 anni, dal calcio professionistico.

### Nazionale
In 10 anni di nazionale colleziona 55 gol in 91 partite diventando il maggior goleador della Rep. Ceca. Fa il suo esordio in Nazionale nell'amichevole vinta, proprio con un suo gol, contro il Belgio, il 9 febbraio del 1999 a 25 anni. Sigla la sua prima doppietta in nazionale il 4 settembre dello stesso anno, contro la Lituania, in una partita valida per le qualificazioni all'Europeo 2000. Viene inserito da Jozef Chovanec nella lista dei 23 convocati per l'Europeo.
Non partecipa ai Mondiali 2002, essendo la sua nazionale stata eliminata nello spareggio dal Belgio. Al campionato d'Europa 2004, la sua Nazionale viene inserita nel gruppo D con Paesi Bassi, Germania e Lettonia. Nella seconda partita del girone sigla il primo gol della sua Nazionale, contro i Paesi Bassi, dando inizio alla rimonta finale della Repubblica Ceca. Si ripete ai quarti di finale, quando la sua nazionale vince 3-0 contro la Danimarca, siglando il primo gol. La sua Nazionale poi perderà in semifinale con la Grecia, a causa del gol di Traïanos Dellas. Rimarrà comunque un Europeo positivo per la nazionale Ceca, soprattutto per Milan Baroš compagno di squadra e di reparto di Jan Koller, capocannoniere del torneo.
Ai Mondiali 2006 ha giocato solamente una partita, contro gli Stati Uniti, nella quale ha segnato uno dei tre gol che hanno decretato la vittoria della Repubblica Ceca. Durante la partita, a causa di uno scontro con il difensore statunitense Oguchi Onyewu, ha dovuto lasciare il campo per uno strappo muscolare che non gli ha permesso di giocare le altre due partite del girone eliminatorio, contro Ghana e Italia, perse tutte e due 2-0, che hanno estromesso la squadra dal torneo. Ha annunciato che la sua avventura con la maglia della nazionale ceca terminerà con il Campionato europeo di calcio 2008. La sua ultima competizione con la maglia della nazionale non si conclude felicemente. Infatti, il 15 giugno 2008, durante la partita finale del Girone A del campionato europeo, la Repubblica Ceca viene sconfitta negli ultimi minuti con la Turchia perdendo così la possibilità di approdare ai quarti di finale. In questa occasione, Koller segna il gol dell'1 a 0 ceco.

## Statistiche

### Presenze e reti nei club
| Stagione                      | Squadra                       | Campionato                    | Campionato | Campionato | Coppe nazionali | Coppe nazionali | Coppe nazionali | Coppe continentali | Coppe continentali | Coppe continentali | Altre coppe | Altre coppe | Altre coppe | Totale | Totale |
| Stagione                      | Squadra                       | Comp                          | Pres       | Reti       | Comp            | Pres            | Reti            | Comp               | Pres               | Reti               | Comp        | Pres        | Reti        | Pres   | Reti   |
| ----------------------------- | ----------------------------- | ----------------------------- | ---------- | ---------- | --------------- | --------------- | --------------- | ------------------ | ------------------ | ------------------ | ----------- | ----------- | ----------- | ------ | ------ |
| 1994-1995                     | Sparta Praga                  | 1L                            | 6          | 1          | CR              | 0               | 0               | -                  | -                  | -                  | -           | -           | -           | 6      | 1      |
| 1995-1996                     | Sparta Praga                  | 1L                            | 24         | 4          | CR              | 0               | 0               | CU                 | 7                  | 1                  | -           | -           | -           | 31     | 5      |
| Totale Sparta Praga           | Totale Sparta Praga           | Totale Sparta Praga           | 30         | 5          |                 | 0               | 0               |                    | 7                  | 1                  |             | -           | -           | 37     | 6      |
| 1996-1997                     | Lokeren                       | DI                            | 31         | 8          | CB              | 1               | 0               | -                  | -                  | -                  | -           | -           | -           | 32     | 8      |
| 1997-1998                     | Lokeren                       | DI                            | 33         | 10         | CB+CdL          | 1+3             | 0+2             | -                  | -                  | -                  | -           | -           | -           | 37     | 12     |
| 1998-1999                     | Lokeren                       | DI                            | 33         | 24         | CB+CdL          | 5+2             | 2+1             | -                  | -                  | -                  | -           | -           | -           | 40     | 27     |
| Totale Lokeren                | Totale Lokeren                | Totale Lokeren                | 97         | 42         |                 | 12              | 5               |                    | -                  | -                  |             | -           | -           | 109    | 47     |
| 1999-2000                     | Anderlecht                    | DI                            | 33         | 20         | CB+CdL          | 1+3             | 0+3             | CU                 | 6                  | 3                  | -           | -           | -           | 43     | 26     |
| 2000-2001                     | Anderlecht                    | DI                            | 32         | 22         | CB              | 3               | 0               | UCL                | 16                 | 7                  | SB          | 1           | 0           | 52     | 29     |
| Totale Anderlecht             | Totale Anderlecht             | Totale Anderlecht             | 65         | 42         |                 | 7               | 3               |                    | 22                 | 10                 |             | 1           | 0           | 95     | 55     |
| 2001-2002                     | Borussia Dortmund             | BL                            | 33         | 11         | CG+CdL          | 1+1             | 0               | UCL+CU             | 8+6                | 4+2                | -           | -           | -           | 49     | 17     |
| 2002-2003                     | Borussia Dortmund             | BL                            | 34         | 13         | CG+CdL          | 1+1             | 1+0             | UCL                | 12                 | 8                  | -           | -           | -           | 48     | 22     |
| 2003-2004                     | Borussia Dortmund             | BL                            | 32         | 16         | CG+CdL          | 2+3             | 1+2             | UCL+CU             | 2+3                | 0+0                | -           | -           | -           | 42     | 19     |
| 2004-2005                     | Borussia Dortmund             | BL                            | 30         | 15         | CG              | 3               | 1               | Int                | 0                  | 0                  | -           | -           | -           | 33     | 16     |
| 2005-2006                     | Borussia Dortmund             | BL                            | 9          | 4          | CG              | 1               | 1               | Int                | 2                  | 0                  | -           | -           | -           | 12     | 5      |
| Totale Borussia Dortmund      | Totale Borussia Dortmund      | Totale Borussia Dortmund      | 138        | 59         |                 | 13              | 6               |                    | 33                 | 14                 |             | -           | -           | 184    | 79     |
| 2006-2007                     | Monaco                        | L1                            | 32         | 8          | CF+CdL          | 1+2             | 0+0             | -                  | -                  | -                  | -           | -           | -           | 36     | 8      |
| 2007-gen. 2008                | Monaco                        | L1                            | 18         | 4          | CF+CdL          | 0+1             | 0+0             | -                  | -                  | -                  | -           | -           | -           | 19     | 4      |
| Totale Monaco                 | Totale Monaco                 | Totale Monaco                 | 50         | 12         |                 | 4               | 0               |                    | -                  | -                  |             | -           | -           | 54     | 12     |
| gen.-giu. 2008                | Norimberga                    | BL                            | 14         | 2          | CG+CdL          | 0               | 0               | CU                 | 2                  | 0                  | -           | -           | -           | 16     | 2      |
| lug.-dic. 2008                | Kryl'ja Sovetov Samara        | PL                            | 18         | 7          | CR              | 0               | 0               | -                  | -                  | -                  | -           | -           | -           | 18     | 7      |
| 2009                          | Kryl'ja Sovetov Samara        | PL                            | 28         | 9          | CR              | 1               | 0               | -                  | -                  | -                  | -           | -           | -           | 29     | 9      |
| Totale Kryl'ja Sovetov Samara | Totale Kryl'ja Sovetov Samara | Totale Kryl'ja Sovetov Samara | 46         | 16         |                 | 1               | 0               |                    | -                  | -                  |             | -           | -           | 47     | 16     |
| gen.-giu. 2010                | Cannes                        | CN                            | 15         | 4          | CF              | 0               | 0               | -                  | -                  | -                  | -           | -           | -           | 15     | 4      |
| 2010-2011                     | Cannes                        | CN                            | 29         | 16         | CF              | 2               | 0               | -                  | -                  | -                  | -           | -           | -           | 31     | 16     |
| Totale Cannes                 | Totale Cannes                 | Totale Cannes                 | 44         | 20         |                 | 2               | 0               |                    | -                  | -                  |             | -           | -           | 46     | 20     |
| Totale carriera               | Totale carriera               | Totale carriera               | 484        | 198        |                 | 39              | 14              |                    | 64                 | 25                 |             | 1           | 0           | 588    | 237    |

### Cronologia presenze e reti in nazionale
| Cronologia completa delle presenze e delle reti in nazionale ― Rep. Ceca | Cronologia completa delle presenze e delle reti in nazionale ― Rep. Ceca | Cronologia completa delle presenze e delle reti in nazionale ― Rep. Ceca | Cronologia completa delle presenze e delle reti in nazionale ― Rep. Ceca | Cronologia completa delle presenze e delle reti in nazionale ― Rep. Ceca | Cronologia completa delle presenze e delle reti in nazionale ― Rep. Ceca | Cronologia completa delle presenze e delle reti in nazionale ― Rep. Ceca | Cronologia completa delle presenze e delle reti in nazionale ― Rep. Ceca |
| Data                                                                     | Città                                                                    | In casa                                                                  | Risultato                                                                | Ospiti                                                                   | Competizione                                                             | Reti                                                                     | Note                                                                     |
| ------------------------------------------------------------------------ | ------------------------------------------------------------------------ | ------------------------------------------------------------------------ | ------------------------------------------------------------------------ | ------------------------------------------------------------------------ | ------------------------------------------------------------------------ | ------------------------------------------------------------------------ | ------------------------------------------------------------------------ |
| 9-2-1999                                                                 | Bruxelles                                                                | Belgio                                                                   | 0 – 1                                                                    | Rep. Ceca                                                                | Amichevole                                                               | 1                                                                        | 79’                                                                      |
| 27-3-1999                                                                | Teplice                                                                  | Rep. Ceca                                                                | 2 – 0                                                                    | Lituania                                                                 | Qual. Euro 2000                                                          | -                                                                        | 70’                                                                      |
| 28-4-1999                                                                | Varsavia                                                                 | Polonia                                                                  | 2 – 1                                                                    | Rep. Ceca                                                                | Amichevole                                                               | -                                                                        | 89’                                                                      |
| 5-6-1999                                                                 | Tallinn                                                                  | Estonia                                                                  | 0 – 2                                                                    | Rep. Ceca                                                                | Qual. Euro 2000                                                          | 1                                                                        | 70’                                                                      |
| 9-6-1999                                                                 | Praga                                                                    | Rep. Ceca                                                                | 3 – 2                                                                    | Scozia                                                                   | Qual. Euro 2000                                                          | 1                                                                        | 69’                                                                      |
| 18-8-1999                                                                | Teplice                                                                  | Rep. Ceca                                                                | 3 – 0                                                                    | Svizzera                                                                 | Amichevole                                                               | 1                                                                        | 67’                                                                      |
| 4-9-1999                                                                 | Vilnius                                                                  | Lituania                                                                 | 0 – 4                                                                    | Rep. Ceca                                                                | Qual. Euro 2000                                                          | 2                                                                        |                                                                          |
| 8-9-1999                                                                 | Teplice                                                                  | Rep. Ceca                                                                | 3 – 0                                                                    | Bosnia ed Erzegovina                                                     | Qual. Euro 2000                                                          | 1                                                                        | 59’                                                                      |
| 9-10-1999                                                                | Praga                                                                    | Rep. Ceca                                                                | 2 – 0                                                                    | Fær Øer                                                                  | Qual. Euro 2000                                                          | 1                                                                        |                                                                          |
| 13-11-1999                                                               | Eindhoven                                                                | Paesi Bassi                                                              | 1 – 1                                                                    | Rep. Ceca                                                                | Amichevole                                                               | 1                                                                        | 76’                                                                      |
| 23-2-2000                                                                | Dublino                                                                  | Irlanda                                                                  | 3 – 2                                                                    | Rep. Ceca                                                                | Amichevole                                                               | 2                                                                        | 65’                                                                      |
| 29-3-2000                                                                | Praga                                                                    | Rep. Ceca                                                                | 3 – 1                                                                    | Australia                                                                | Amichevole                                                               | 1                                                                        |                                                                          |
| 26-4-2000                                                                | Teplice                                                                  | Rep. Ceca                                                                | 4 – 1                                                                    | Israele                                                                  | Amichevole                                                               | 1                                                                        | 63’                                                                      |
| 3-6-2000                                                                 | Berlino                                                                  | Germania                                                                 | 3 – 2                                                                    | Rep. Ceca                                                                | Amichevole                                                               | -                                                                        | 77’                                                                      |
| 11-6-2000                                                                | Amsterdam                                                                | Paesi Bassi                                                              | 1 – 0                                                                    | Rep. Ceca                                                                | Euro 2000 - 1º turno                                                     | -                                                                        |                                                                          |
| 16-6-2000                                                                | Bruges                                                                   | Rep. Ceca                                                                | 1 – 2                                                                    | Francia                                                                  | Euro 2000 - 1º turno                                                     | -                                                                        |                                                                          |
| 21-6-2000                                                                | Liegi                                                                    | Danimarca                                                                | 0 – 2                                                                    | Rep. Ceca                                                                | Euro 2000 - 1º turno                                                     | -                                                                        | 74’                                                                      |
| 16-8-2000                                                                | Praga                                                                    | Rep. Ceca                                                                | 0 – 1                                                                    | Slovenia                                                                 | Amichevole                                                               | -                                                                        | 75’                                                                      |
| 2-9-2000                                                                 | Sofia                                                                    | Bulgaria                                                                 | 0 – 1                                                                    | Rep. Ceca                                                                | Qual. Mondiali 2002                                                      | -                                                                        | 64’                                                                      |
| 7-10-2000                                                                | Teplice                                                                  | Rep. Ceca                                                                | 4 – 0                                                                    | Islanda                                                                  | Qual. Mondiali 2002                                                      | 2                                                                        | 75’                                                                      |
| 11-10-2000                                                               | Ta' Qali                                                                 | Malta                                                                    | 0 – 0                                                                    | Rep. Ceca                                                                | Qual. Mondiali 2002                                                      | -                                                                        |                                                                          |
| 28-2-2001                                                                | Skopje                                                                   | Macedonia                                                                | 1 – 1                                                                    | Rep. Ceca                                                                | Amichevole                                                               | -                                                                        | 88’                                                                      |
| 14-3-2001                                                                | Belfast                                                                  | Irlanda del Nord                                                         | 0 – 1                                                                    | Rep. Ceca                                                                | Qual. Mondiali 2002                                                      | -                                                                        | 72’                                                                      |
| 28-3-2001                                                                | Praga                                                                    | Rep. Ceca                                                                | 0 – 0                                                                    | Danimarca                                                                | Qual. Mondiali 2002                                                      | -                                                                        | 41’ 89’                                                                  |
| 2-6-2001                                                                 | Copenaghen                                                               | Danimarca                                                                | 2 – 1                                                                    | Rep. Ceca                                                                | Qual. Mondiali 2002                                                      | -                                                                        | 68’                                                                      |
| 6-6-2001                                                                 | Teplice                                                                  | Rep. Ceca                                                                | 3 – 1                                                                    | Irlanda del Nord                                                         | Qual. Mondiali 2002                                                      | -                                                                        | 65’                                                                      |
| 15-8-2001                                                                | Praga                                                                    | Rep. Ceca                                                                | 5 – 0                                                                    | Corea del Sud                                                            | Amichevole                                                               | -                                                                        | 60’                                                                      |
| 1-9-2001                                                                 | Reykjavík                                                                | Islanda                                                                  | 3 – 1                                                                    | Rep. Ceca                                                                | Qual. Mondiali 2002                                                      | -                                                                        | 40’                                                                      |
| 12-2-2002                                                                | Larnaca                                                                  | Ungheria                                                                 | 0 – 2                                                                    | Rep. Ceca                                                                | Amichevole                                                               | 1                                                                        | 66’                                                                      |
| 13-2-2002                                                                | Strovolos                                                                | Cipro                                                                    | 3 – 4                                                                    | Rep. Ceca                                                                | Amichevole                                                               | 2                                                                        | 68’                                                                      |
| 27-3-2002                                                                | Teplice                                                                  | Rep. Ceca                                                                | 0 – 0                                                                    | Galles                                                                   | Amichevole                                                               | -                                                                        | 46’                                                                      |
| 17-4-2002                                                                | Praga                                                                    | Rep. Ceca                                                                | 0 – 0                                                                    | Grecia                                                                   | Amichevole                                                               | -                                                                        | 46’                                                                      |
| 18-5-2002                                                                | Praga                                                                    | Rep. Ceca                                                                | 1 – 0                                                                    | Italia                                                                   | Amichevole                                                               | -                                                                        | 75’                                                                      |
| 21-8-2002                                                                | Olomouc                                                                  | Rep. Ceca                                                                | 4 – 1                                                                    | Slovenia                                                                 | Amichevole                                                               | 2                                                                        |                                                                          |
| 6-9-2002                                                                 | Praga                                                                    | Rep. Ceca                                                                | 5 – 0                                                                    | Jugoslavia                                                               | Amichevole                                                               | -                                                                        | 46’                                                                      |
| 12-10-2002                                                               | Chișinău                                                                 | Moldavia                                                                 | 0 – 2                                                                    | Rep. Ceca                                                                | Qual. Euro 2004                                                          | -                                                                        |                                                                          |
| 16-10-2002                                                               | Teplice                                                                  | Rep. Ceca                                                                | 2 – 0                                                                    | Bielorussia                                                              | Qual. Euro 2004                                                          | -                                                                        | 57’                                                                      |
| 12-2-2003                                                                | Nizza                                                                    | Francia                                                                  | 0 – 2                                                                    | Rep. Ceca                                                                | Amichevole                                                               | -                                                                        | 56’                                                                      |
| 29-3-2003                                                                | Rotterdam                                                                | Paesi Bassi                                                              | 1 – 1                                                                    | Rep. Ceca                                                                | Qual. Euro 2004                                                          | 1                                                                        | 88’                                                                      |
| 2-4-2003                                                                 | Praga                                                                    | Rep. Ceca                                                                | 4 – 0                                                                    | Austria                                                                  | Qual. Euro 2004                                                          | 2                                                                        | 79’                                                                      |
| 30-4-2003                                                                | Praga                                                                    | Rep. Ceca                                                                | 4 – 0                                                                    | Turchia                                                                  | Amichevole                                                               | 1                                                                        | 55’                                                                      |
| 11-6-2003                                                                | Olomouc                                                                  | Rep. Ceca                                                                | 5 – 0                                                                    | Moldavia                                                                 | Qual. Euro 2004                                                          | 1                                                                        | 80’                                                                      |
| 6-9-2003                                                                 | Minsk                                                                    | Bielorussia                                                              | 1 – 3                                                                    | Rep. Ceca                                                                | Qual. Euro 2004                                                          | -                                                                        |                                                                          |
| 10-9-2003                                                                | Praga                                                                    | Rep. Ceca                                                                | 3 – 1                                                                    | Paesi Bassi                                                              | Qual. Euro 2004                                                          | 1                                                                        |                                                                          |
| 11-10-2003                                                               | Vienna                                                                   | Austria                                                                  | 2 – 3                                                                    | Rep. Ceca                                                                | Qual. Euro 2004                                                          | 1                                                                        | 68’                                                                      |
| 12-11-2003                                                               | Praga                                                                    | Rep. Ceca                                                                | 5 – 1                                                                    | Canada                                                                   | Amichevole                                                               | -                                                                        | 73’                                                                      |
| 18-2-2004                                                                | Palermo                                                                  | Italia                                                                   | 2 – 2                                                                    | Rep. Ceca                                                                | Amichevole                                                               | -                                                                        | 46’                                                                      |
| 31-3-2004                                                                | Dublino                                                                  | Irlanda                                                                  | 2 – 1                                                                    | Rep. Ceca                                                                | Amichevole                                                               | -                                                                        | 46’                                                                      |
| 28-4-2004                                                                | Tokyo                                                                    | Giappone                                                                 | 0 – 1                                                                    | Rep. Ceca                                                                | Amichevole                                                               | -                                                                        | 46’                                                                      |
| 2-6-2004                                                                 | Praga                                                                    | Rep. Ceca                                                                | 3 – 1                                                                    | Bulgaria                                                                 | Amichevole                                                               | -                                                                        | 46’                                                                      |
| 6-6-2004                                                                 | Praga                                                                    | Rep. Ceca                                                                | 2 – 0                                                                    | Estonia                                                                  | Amichevole                                                               | -                                                                        | 46’                                                                      |
| 15-6-2004                                                                | Aveiro                                                                   | Rep. Ceca                                                                | 2 – 1                                                                    | Danimarca                                                                | Euro 2004 - 1º turno                                                     | -                                                                        |                                                                          |
| 19-6-2004                                                                | Aveiro                                                                   | Paesi Bassi                                                              | 2 – 3                                                                    | Rep. Ceca                                                                | Euro 2004 - 1º turno                                                     | 1                                                                        | 74’                                                                      |
| 27-6-2004                                                                | Porto                                                                    | Rep. Ceca                                                                | 3 – 0                                                                    | Danimarca                                                                | Euro 2004 - Quarti di finale                                             | 1                                                                        |                                                                          |
| 1-7-2004                                                                 | Porto                                                                    | Grecia                                                                   | 1 – 0                                                                    | Rep. Ceca                                                                | Euro 2004 - Semifinale                                                   | -                                                                        |                                                                          |
| 18-8-2004                                                                | Praga                                                                    | Rep. Ceca                                                                | 0 – 0                                                                    | Grecia                                                                   | Amichevole                                                               | -                                                                        | 46’                                                                      |
| 8-9-2004                                                                 | Amsterdam                                                                | Paesi Bassi                                                              | 2 – 0                                                                    | Rep. Ceca                                                                | Qual. Mondiali 2006                                                      | -                                                                        | cap.                                                                     |
| 9-10-2004                                                                | Praga                                                                    | Rep. Ceca                                                                | 1 – 0                                                                    | Romania                                                                  | Qual. Mondiali 2006                                                      | 1                                                                        |                                                                          |
| 13-10-2004                                                               | Erevan                                                                   | Armenia                                                                  | 0 – 3                                                                    | Rep. Ceca                                                                | Qual. Mondiali 2006                                                      | 2                                                                        | 83’                                                                      |
| 17-11-2004                                                               | Skopje                                                                   | Macedonia                                                                | 0 – 2                                                                    | Rep. Ceca                                                                | Qual. Mondiali 2006                                                      | 1                                                                        |                                                                          |
| 9-2-2005                                                                 | Celje                                                                    | Slovenia                                                                 | 0 – 3                                                                    | Rep. Ceca                                                                | Amichevole                                                               | 1                                                                        | cap. 46’                                                                 |
| 4-6-2005                                                                 | Liberec                                                                  | Rep. Ceca                                                                | 8 – 1                                                                    | Andorra                                                                  | Qual. Mondiali 2006                                                      | 1                                                                        | 61’                                                                      |
| 8-6-2005                                                                 | Teplice                                                                  | Rep. Ceca                                                                | 6 – 1                                                                    | Macedonia                                                                | Qual. Mondiali 2006                                                      | 4                                                                        |                                                                          |
| 17-8-2005                                                                | Ullevi                                                                   | Svezia                                                                   | 2 – 1                                                                    | Rep. Ceca                                                                | Amichevole                                                               | 1                                                                        |                                                                          |
| 3-9-2005                                                                 | Costanza                                                                 | Romania                                                                  | 2 – 0                                                                    | Rep. Ceca                                                                | Qual. Mondiali 2006                                                      | -                                                                        |                                                                          |
| 7-9-2005                                                                 | Olomouc                                                                  | Rep. Ceca                                                                | 4 – 1                                                                    | Armenia                                                                  | Qual. Mondiali 2006                                                      | -                                                                        |                                                                          |
| 30-5-2006                                                                | Praga                                                                    | Rep. Ceca                                                                | 1 – 0                                                                    | Costa Rica                                                               | Amichevole                                                               | -                                                                        | cap. 71’                                                                 |
| 3-6-2006                                                                 | Praga                                                                    | Rep. Ceca                                                                | 3 – 0                                                                    | Trinidad e Tobago                                                        | Amichevole                                                               | 2                                                                        | 61’                                                                      |
| 12-6-2006                                                                | Gelsenkirchen                                                            | Rep. Ceca                                                                | 3 – 0                                                                    | Stati Uniti                                                              | Mondiali 2006 - 1º turno                                                 | 1                                                                        | 45’                                                                      |
| 16-8-2006                                                                | Praga                                                                    | Rep. Ceca                                                                | 1 – 3                                                                    | Serbia                                                                   | Amichevole                                                               | -                                                                        |                                                                          |
| 2-9-2006                                                                 | Teplice                                                                  | Rep. Ceca                                                                | 2 – 1                                                                    | Galles                                                                   | Qual. Euro 2008                                                          | -                                                                        |                                                                          |
| 6-9-2006                                                                 | Bratislava                                                               | Slovacchia                                                               | 0 – 3                                                                    | Rep. Ceca                                                                | Qual. Euro 2008                                                          | 1                                                                        |                                                                          |
| 7-10-2006                                                                | Liberec                                                                  | Rep. Ceca                                                                | 7 – 0                                                                    | San Marino                                                               | Qual. Euro 2008                                                          | 2                                                                        |                                                                          |
| 11-10-2006                                                               | Dublino                                                                  | Irlanda                                                                  | 1 – 1                                                                    | Rep. Ceca                                                                | Qual. Euro 2008                                                          | 1                                                                        |                                                                          |
| 7-2-2007                                                                 | Bruxelles                                                                | Belgio                                                                   | 0 – 2                                                                    | Rep. Ceca                                                                | Amichevole                                                               | 1                                                                        | 87’                                                                      |
| 24-3-2007                                                                | Praga                                                                    | Rep. Ceca                                                                | 1 – 2                                                                    | Germania                                                                 | Qual. Euro 2008                                                          | -                                                                        | 89’                                                                      |
| 28-3-2007                                                                | Liberec                                                                  | Rep. Ceca                                                                | 1 – 0                                                                    | Cipro                                                                    | Qual. Euro 2008                                                          | -                                                                        |                                                                          |
| 2-6-2007                                                                 | Cardiff                                                                  | Galles                                                                   | 0 – 0                                                                    | Rep. Ceca                                                                | Qual. Euro 2008                                                          | -                                                                        |                                                                          |
| 22-8-2007                                                                | Vienna                                                                   | Austria                                                                  | 1 – 1                                                                    | Rep. Ceca                                                                | Amichevole                                                               | 1                                                                        | 46’                                                                      |
| 8-9-2007                                                                 | Serravalle                                                               | San Marino                                                               | 0 – 3                                                                    | Rep. Ceca                                                                | Qual. Euro 2008                                                          | 1                                                                        | 62’                                                                      |
| 17-10-2007                                                               | Monaco di Baviera                                                        | Germania                                                                 | 0 – 3                                                                    | Rep. Ceca                                                                | Qual. Euro 2008                                                          | -                                                                        | 78’                                                                      |
| 17-11-2007                                                               | Praga                                                                    | Rep. Ceca                                                                | 3 – 1                                                                    | Slovacchia                                                               | Qual. Euro 2008                                                          | -                                                                        |                                                                          |
| 21-11-2007                                                               | Nicosia                                                                  | Cipro                                                                    | 0 – 2                                                                    | Rep. Ceca                                                                | Qual. Euro 2008                                                          | 1                                                                        | 77’                                                                      |
| 6-2-2008                                                                 | Teplice                                                                  | Rep. Ceca                                                                | 0 – 2                                                                    | Polonia                                                                  | Amichevole                                                               | -                                                                        | 53’                                                                      |
| 26-3-2008                                                                | Copenaghen                                                               | Danimarca                                                                | 1 – 1                                                                    | Rep. Ceca                                                                | Amichevole                                                               | 1                                                                        |                                                                          |
| 27-5-2008                                                                | Praga                                                                    | Rep. Ceca                                                                | 2 – 0                                                                    | Lituania                                                                 | Amichevole                                                               | 2                                                                        |                                                                          |
| 30-5-2008                                                                | Teplice                                                                  | Rep. Ceca                                                                | 3 – 1                                                                    | Scozia                                                                   | Amichevole                                                               | -                                                                        | 46’                                                                      |
| 7-6-2008                                                                 | Basilea                                                                  | Svizzera                                                                 | 0 – 1                                                                    | Rep. Ceca                                                                | Euro 2008 - 1º turno                                                     | -                                                                        | 56’                                                                      |
| 11-6-2008                                                                | Ginevra                                                                  | Rep. Ceca                                                                | 1 – 3                                                                    | Portogallo                                                               | Euro 2008 - 1º turno                                                     | -                                                                        | 73’                                                                      |
| 15-6-2008                                                                | Ginevra                                                                  | Turchia                                                                  | 3 – 2                                                                    | Rep. Ceca                                                                | Euro 2008 - 1º turno                                                     | 1                                                                        |                                                                          |
| 5-9-2009                                                                 | Bratislava                                                               | Slovacchia                                                               | 2 – 2                                                                    | Rep. Ceca                                                                | Qual. Mondiali 2010                                                      | -                                                                        | 55’                                                                      |
| Totale                                                                   |                                                                          | Presenze (6º posto)                                                      | 91                                                                       |                                                                          | Reti (1º posto)                                                          | 55                                                                       |                                                                          |

## Palmarès

### Club
- Campionato ceco: 1

Sparta Praga: 1994-1995
- Coppa della Repubblica Ceca: 1

Sparta Praga: 1995-1996
- Campionato belga: 2

Anderlecht: 1999-2000, 2000-2001
- Coppa del Belgio: 1

Anderlecht: 1999-2000
- Supercoppa del Belgio: 1

Anderlecht: 2000
- Campionato tedesco: 1

Borussia Dortmund: 2001-2002

### Individuale
- Capocannoniere della Division 1: 1

1998-1999
- Calciatore ceco dell'anno: 1

1999
- Calciatore dell'anno del campionato belga: 1

2000